# 歌川国虎
歌川 国虎（うたがわ くにとら、生没年不詳）とは、江戸時代の浮世絵師。

## 来歴
初代歌川豊国の門人。本姓は前田、俗称は久米蔵または繁蔵。一竜斎と号す。作画期は文化から天保の頃にかけてとされ、その風景画は洋風といわれている。『浮世絵師伝』が初代豊国の外孫伊川梅子の話として伝えるところによれば、国虎は絵を描くのがあまり好きではなく、それでいてたまに描くと出来栄えがよかった。師の豊国はその技量を誉め、国虎に自身の代作をさせたこともあり、また書をよくし碁と釣りを好み、服装には無頓着で生涯独身を通し、家を持たず世話になった甥の家で安政の頃、60余歳で死去したという。

## 作品
- 「近江八景　石山秋月」　間判錦絵8枚揃のうち　ボストン美術館所蔵　※落款の有るものと無いものあり
- 「鰒取」　錦絵　ボストン美術館所蔵
- 「潮干狩り」　同上
- 「唐子の雪遊び」　同上
- 「二見ヶ浦」　同上
- 「江戸両国橋夕涼大花火之図」　大判錦絵3枚続　ボストン美術館所蔵
- 「羅得島湊紅毛船入津之図」（ロコストウノミナト ヲランタフネ ニウシンノツ）　横大判錦絵　東京国立博物館所蔵　※古代ギリシアのロドス島の港にあったというロドス島の巨像を描く。
- 「浮絵浅草観世音歳市之図」　横大判錦絵　江戸東京博物館所蔵
- 「大七酒楼前の芸妓図」　紙本着色　東京国立博物館所蔵
- 『男女寿賀多』